# ディアナとニンフたち
『ディアナとニンフたち』（蘭: Diana en haar Nimfen）は、オランダ黄金時代の画家ヨハネス・フェルメールが1655年から1656年ごろに描いた絵画。キャンバスに油彩で描かれた、縦98.5 cm、横105cmの作品で、デン・ハーグのマウリッツハイス美術館が所蔵している。正確な制作年度は不明だが、現存するフェルメールの絵画としては最初期の作品ではないかとされている。ただし、研究者によっては『マリアとマルタの家のキリスト』のほうが制作時期が古いとするものもいる。
『ディアナとニンフたち』に見られる粛然とした雰囲気は、女神ディアナやニンフを描いたその他の絵画作品とはかなり趣が異なっている。画面中心に描かれた女性の足を洗っているニンフは、その行動と当時のオランダで着用されていた衣服を身にまとっていることで、研究者や美術史家の興味をひいてきた。女神ディアナの、神話でよく知られているドラマティックなエピソードを描いているのではなく、女性とその侍女が身づくろいをしているような静謐な印象を与える作品である。このような、女性の静謐な個人的な瞬間を切り取ったように見える作風は、年を経るにつれてフェルメールの作品に色濃く表れるようになっていった。
19世紀半ばまでの『ディアナとニンフたち』の来歴は一切分かっておらず、フェルメールの真作であると広く認められたのも、よく似た作風の『マリアとマルタの家のキリスト』がフェルメール作であると鑑定された20世紀になってからである。また、画面右側が15cm程度裁断されているほか、2000年ごろになるまで、画面右上隅の青空が19世紀になってから描き加えられたものであることも分かっていなかった。
支持体に使用されているのは平織りのキャンバスである。フェルメールは製作過程の最初の段階で、ダークブラウンの顔料を用いて下絵となる大まかな構図を描いた。ディアナの足を洗うニンフのスカートに、この下絵が透けて見える部分がある。犬の耳は、フェルメールが絵筆の柄部分を使用して引っかくような技法で被毛を表現している。また、画面中央左寄りに絵具が垂直に剥離している箇所がある。

## 外観

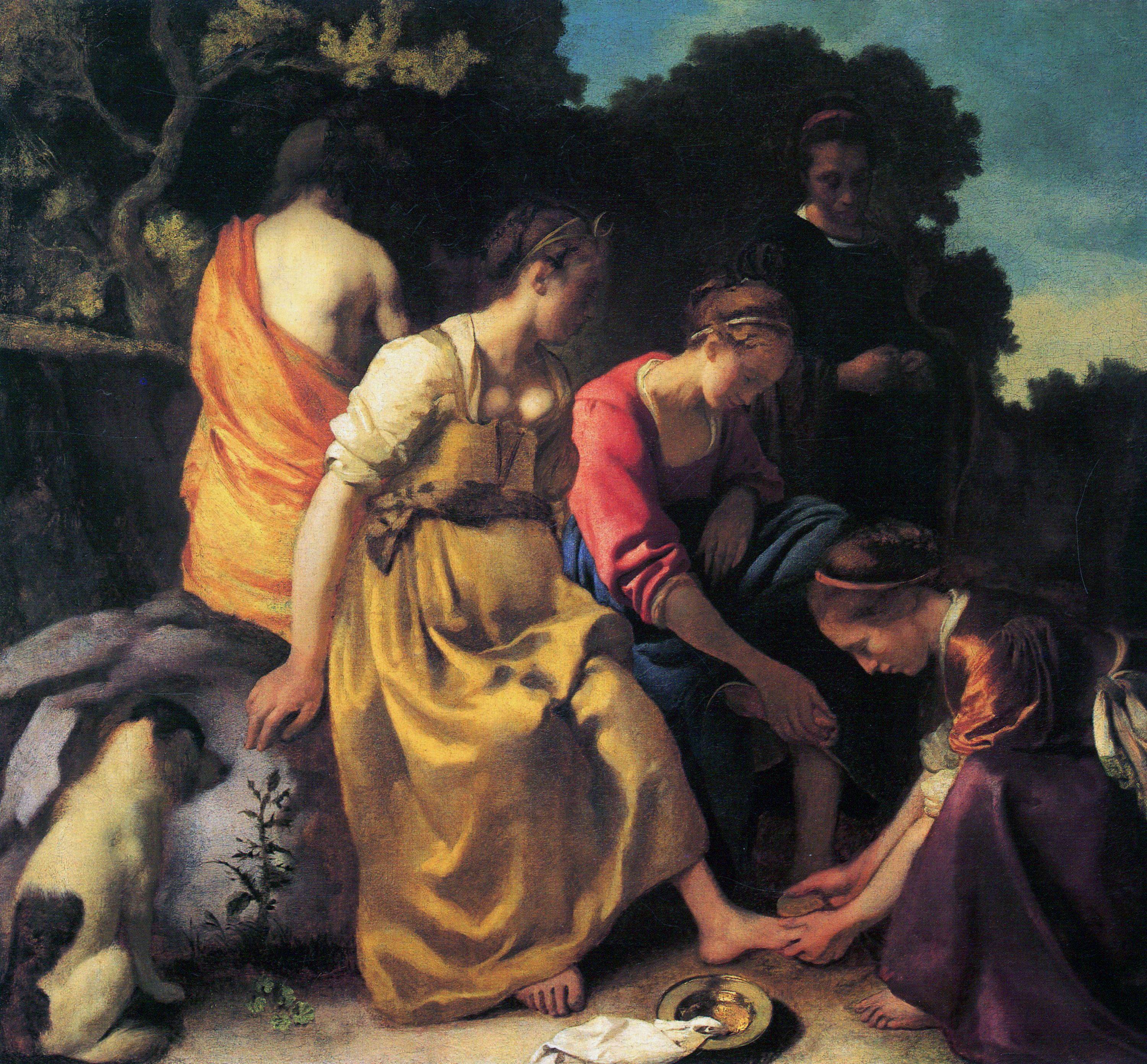
20世紀に修復を受ける前の、19世紀に加筆された青空が右上に残る『ディアナとニンフたち』。

『ディアナとニンフたち』には、ギリシア神話の女神アルテミスと同一視されるローマ神話の女神ディアナと、侍女である4人のニンフが描かれている。ディアナはゆったりとした黄色のドレスと皮製のサッシュを身にまとい、頭には三日月を象った宝冠を乗せている。ディアナの周りには、岩に座るディアナの左足を洗うニンフ、ディアナの背後で片肌をあらわにした背中を見せるニンフ、ディアナの左横に座って右手で自身の左足を持ち上げるニンフが描かれている。さらに画面の一番奥、ディアナからやや離れた場所に、視線を落として身体の前で両手を組んだ4人目のニンフが立っている。画面左下部には、鑑賞者に背を見せてディアナかニンフ、あるいは目の前のアザミに顔を向けている犬が描かれている。
完全に鑑賞者に背を向けている左端のニンフを除いて、その他の人物の表情は犬も含めて横顔か、陰になって隠れている。誰一人として視線は交わっておらず、それぞれがまったく別のことを考えているかのように描かれていることが、この作品に厳粛で静謐な雰囲気を与える要素となっている。
1999年から2000年にかけて『ディアナとニンフたち』は修復、洗浄を受けた。この修復作業で、画面右上に描かれていた青空が、19世紀になってから描き加えられたものであることが明らかになった。この発見以前までに、フェルメールが描いたオリジナルとは異なる、右上が青空の状態の複製画や写真が大量に制作されてしまっていた。このときの作業では、描き加えられた青空に対して、オリジナルの背景に描かれた植物に似せた枝葉を上描きすることによって修復が実施された。さらに、キャンバスが切り詰められていることも分かり、とくに画面右端が15cmほど裁断されていることが明らかになっている。

## 他の絵画作品からの影響と関係

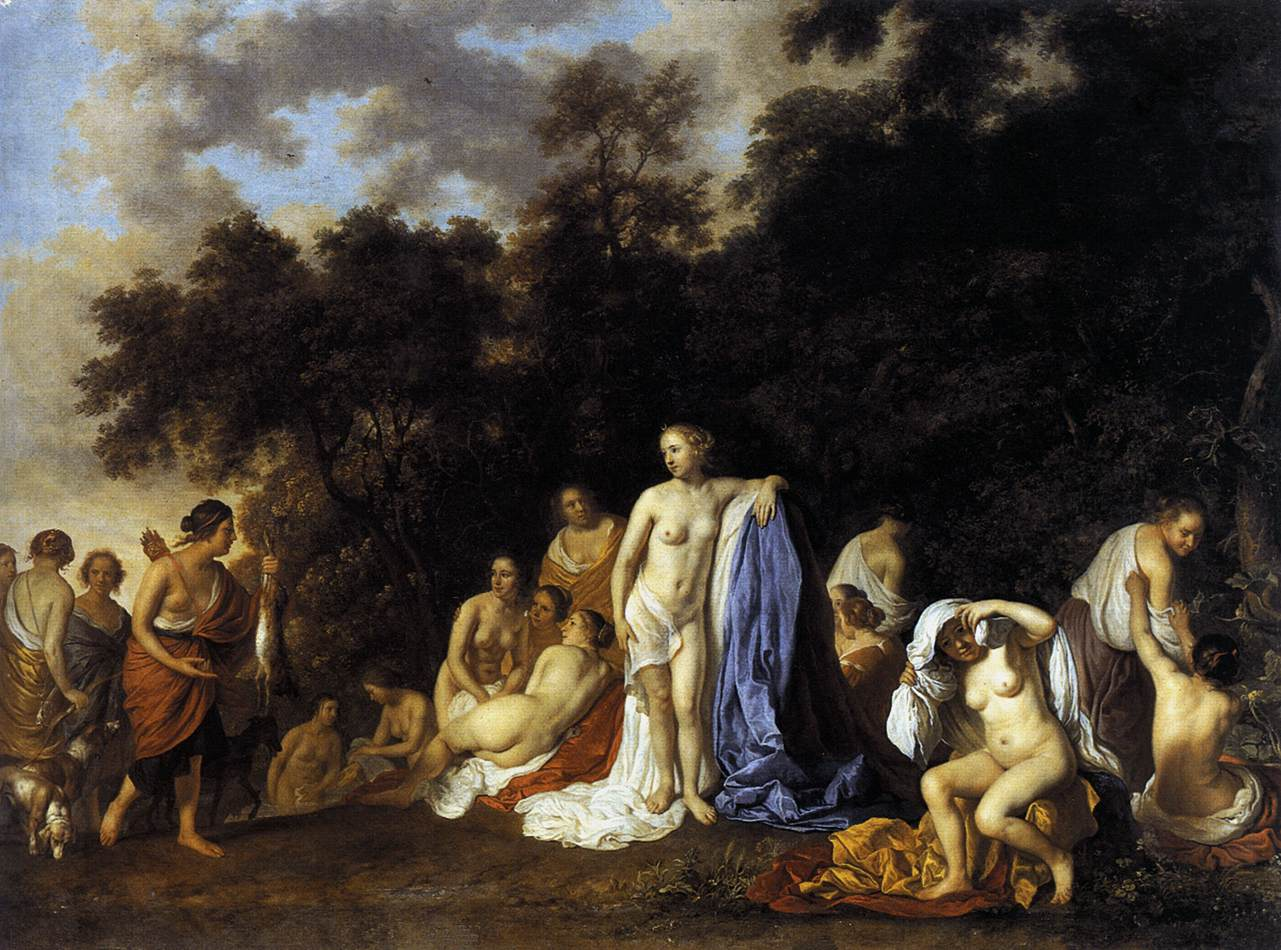
『ディアナとニンフ』（1650年頃）、ヤーコブ・ファン・ロー (:en:Jacob van Loo)
コペンハーゲン国立美術館

研究者アーサー・ウィーロックは、『ディナナとニンフたち』に影響を与えるような「先例となった作品は存在しない」としている。ディアナを絵画作品に表現する場合、アクタイオンがディアナとニンフの水浴を覗いてしまったエピソードか、ディアナと沐浴中にニンフのカリストがゼウスの子を身篭っていることが発覚するエピソードが、17世紀初頭のマニエリスム期にはよく描かれていた。『ディアナとニンフたち』は、これらの場面とはまったく異なるディアナを描いているという点でも注目に値する。またフェルメールは、これらのエピソードからうかがえるディアナの短気で辛らつな気質表現しようとしておらず、狩猟の女神としてのディアナを象徴する獲物や弓矢も描かれていない。他の絵画作品では俊敏な猟犬として描かれる犬でさえ、大人しい動物として表現されている。
『ディアナとニンフたち』では、ディアナを何らかの象徴、寓意を含む人物像としては描いていない。17世紀までの伝統的な絵画作品では、ディアナは純潔を象徴するシンボルとともに、女神を描いていることが明確に判断できるように表現されるのが普通だった。このような表現でディアナを描いた同時代の絵画として、ヤーコブ・ファン・ロー (en:Jacob van Loo) が1650年ごろにアムステルダムで描いた『ディアナとニンフ』があげられる。この絵画はフェルメールの『ディアナとニンフたち』の6年前に描かれた作品である。この、フェルメールのディアナとファン・ローのディアナは比較されることが多い。ファン・ローの『ディアナとニンフ』にも、お供のニンフを連れたディアナが森のはずれで身を清めている場面が描かれているが、フェルメールの『ディアナとニンフたち』とはその雰囲気が著しく異なっている。

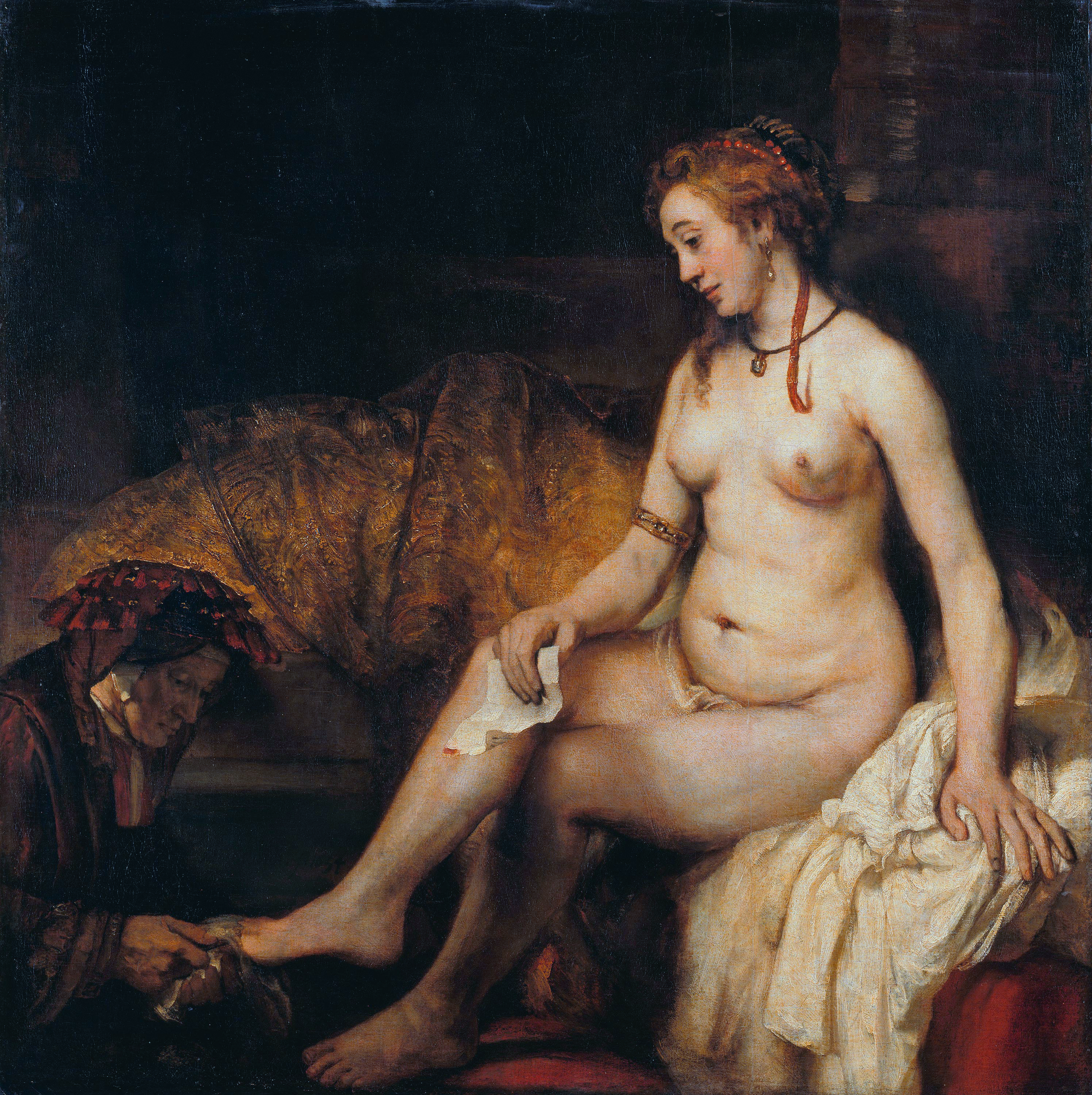
『ダビデ王の手紙を手にしたバテシバの水浴』（1654年）、レンブラント
ルーヴル美術館（パリ）

フェルメールとレンブラントの作風はよく似ているといわれることがある。『ディアナとニンフたち』も、1876年に開催されたオークションにはレンブラントの弟子ニコラース・マースの作品として出品された。これは、画面左下のアザミと犬の間の岩肌に記されているフェルメールの署名「Meer」 が、マース「Maes」に見えるように偽造されていたことにも一因がある。後世の修復によってオリジナルの署名「J. v. Meer」が辛うじて判別できるようになったが、この署名はユトレヒトの芸術家ヨハネス・ファン・デル・メート (Johannes van der Meet) だとして、『ディアナとニンフたち』をこの芸術家の作品と見なすものもいた。
フェルメールは他の画家の作品から、構想、技法、人物のポーズなどを、自身の作品に取り入れていることが知られている。この作品のディアナにもレンブラントの作品からの効果描画や技法の影響が見られる。『ディアナとニンフたち』のディアナの豊満な肉体表現はレンブラントが描いた人物像とよく似ており、ディアナの衣服のしわの表現にはレンブラントが多用したインパスト (en:Impasto) と呼ばれる厚塗りの技法が使われている。さらに、レンブラントと同じくフェルメールもこの作品で人物の表情に陰を多用しており、このことが作品に意味ありげで厳粛な印象を与えている。作品が持つ雰囲気という点において、レンブラントが1654年に描いた『ダビデ王の手紙を手にしたバテシバの水浴』が非常によく似ている。フェルメールはこの『ダビデ王の手紙を手にしたバテシバの水浴』を直接目にしていた可能性が高い。それぞれの作品に描かれたディアナとバテシバ、足を洗うニンフと侍女のポーズはよく似ている。レンブラントの弟子だったカレル・ファブリティウスが、1650年から死去する1654年までデルフトに住んでいたことが、フェルメールとレンブラントの接点となった可能性もある。
『ディアナとニンフたち』の作者は1901年になるまで特定されていなかった。しかしながら美術史家でマウリッツハイス美術館の館長アブラハム・ブレディウスと副館長ウィレム・マルティンが、フェルメールの署名入り『マリアとマルタの家のキリスト』と『ディアナとニンフたち』との色使いや技法の類似、さらに『取り持ち女』との顔料の共通性から、『ディアナとニンフたち』はフェルメールの真作であると結論付けた。『マリアとマルタの家のキリスト』、『取り持ち女』ともに『ディアナとニンフたち』と同じくフェルメール最初期の作品である。

## 評価

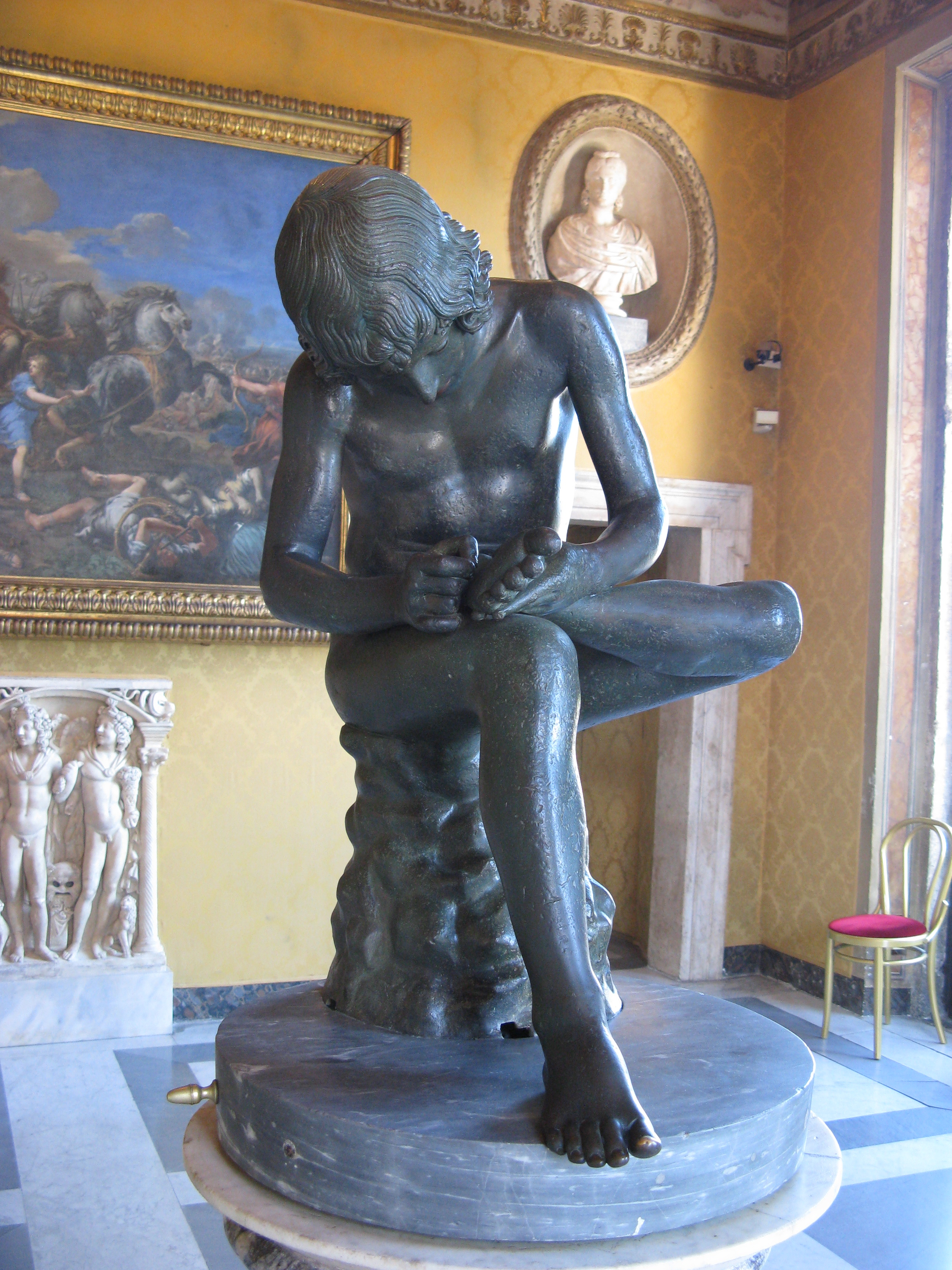
『スピナリオ』
カピトリーノ美術館
「足にささったとげを抜く少年」というモチーフは、古代ギリシア・ローマのヘレニズム彫刻でよく見られる。

ウィーロックは『ディアナとニンフたち』を「侵しがたい厳粛な雰囲気は、伝統的なギリシア・ローマ神話ではなく、キリスト教を連想させる」としている。キリスト教の宗教画において、足を洗うという行為は貞操や純潔の象徴であり、ディアナの簡素な衣服、足元の白いタオル、真鍮製の水盤なども、これらの象徴を想起させる。ディアナの左横に座り右手で自身の左足を触っているニンフは、古代ギリシア・ローマ彫刻の「スピナリオ (en:Spinario)」と呼ばれる、足の裏に刺さったとげを抜こうとする少年のポーズと酷似している。キリスト教では、とげがキリストが現世で受けた苦難と苦悩の象徴となっている。
また、キリスト教において足を洗うという行為は、謙遜と身近な死の象徴でもある。ウィーロックは「ディアナの足を洗っているニンフが持つ品格は、キリストの足を涙でぬぐったマグダラのマリアを思い起こさせる」としている。さらに、キリストその人にも最後の晩餐で弟子たちの前に跪いてその足を洗ったというエピソードがある。セレナ・カントは、フェルメールの同時代人たちは、この作品の足を洗っている描写がキリストと関連があることに即座に気付いたに違いないとする。カントは「召使い（足を洗うニンフ）こそが、この作品の隠れた主題である」とし、この召使いが「目立つ赤銅色の胴着」を着ていることを併せて指摘している。
古代ローマの詩人オウィディウスの著作『変身物語』には、カリストの妊娠が発覚する直前の場面である、足を洗ったディアナとお供のニンフたちが水浴のために服を脱ぐ描写がある。美術史家リトケ（Walter Liedtke）は	『ディアナとニンフたち』に描かれている、ディアナの足を洗うニンフが示す献身、忠誠とは対照的に、やや離れて立ってお腹を隠すかのように前で手を組んだニンフはカリストであるとしている。リトケが『ディアナとカリスト』をディアナとカリストのエピソードを描いていると主張しているのに対し、ウィーロックは、この作品が持つ雰囲気から考えると、カリストのエピソードは無関係だとしている。
リトケは『ディアナとニンフたち』について「女性の個人的な私生活の一瞬と複雑な欲望とを描きだすという、よく知られているフェルメールの作品テーマに初期から取り組んでいたことを示している」とし「女性の私生活を共感の眼を持って表現する能力」が見られるとした。そして、レンブラントの『ダビデ王の手紙を手にしたバテシバの水浴』からの影響についても決して「大きくはなく」、フェルメールの作品は「優しさと誠実さに、より優れている」としている。また、リトケは『ディアナとニンフたち』から、フェルメールが他者の作品から学ぶ能力と、光と色あいとを観察する能力に秀でていたことが分かるともしている。

## 制作年度
フェルメールは1653年11月29日にデルフトの画家ギルドの一員となっており、『ディアナとニンフたち』も同時期、あるいは数年後に描かれた。ギルドに入会したときのフェルメールは21歳で、カトリックへと改宗し、カタリーナ・ボルネスと結婚したのもこの年だった。リトケは『ディアナとニンフたち』に描かれている貞節や純潔の象徴が、フェルメールの結婚と関係があるのではないかとし、おそらくはフェルメールの新生活を記念して制作された作品ではないかという説を唱えている。抑制された筆使いと象徴物の控えめな配置によって、『ディアナとニンフたち』は技法的、構成的に未成熟な印象を与えており、後年に描かれたといわれる『マリアとマルタの家のキリスト』で、フェルメールが経験を積んで成長していったことが見て取れるとリトケは主張している。

## 来歴
デン・ハーグ在住のネフィル・ダフィソン・ホルドスミドが、1866年から1875年に渡って『ディアナとニンフたち』を所有しており、未亡人のエリーザ・ハレイが受け継いだ。その後、エリーザは1876年5月4日に、他の遺品とともに『ディアナとニンフたち』を売却した。『ディアナとニンフたち』を購入したのはフィクトール・デ・ステュエールで、マウリッツハイス美術館に所蔵された。
『ディアナとニンフたち』の保存状態はあまりよくない。何度も洗浄、修復が繰り返されてきたことによって、画肌の磨滅を招いてしまっている。場所によっては、フェルメールが描いたオリジナルがほとんど残っていない部分も存在する。